# Simone Massi
Simone Massi (Pergola, 23 maggio 1970) è un animatore, regista e illustratore italiano vincitore di un David di Donatello 2012 per il miglior cortometraggio e di quattro Nastri d'argento nel 2014, 2015 e 2023 (premio doppio in quanto assegnato a due cortometraggi differenti)..

## Biografia
Dopo un passato da operaio si è diplomato in Cinema di Animazione all'Istituto Statale d'Arte di Urbino ha svolto uno stage presso lo Studio Bozzetto.
È oggi considerato uno dei principali autori di cortometraggi di animazione italiani e uno degli ultimi pionieri dell'animazione "a passo uno", con all'attivo oltre 900 premi vinti in oltre cento paesi del mondo, nei principali festival nazionali e stranieri, è ritenuto uno dei più grandi animatori a livello internazionale.
Le sue opere sono note per la tecnica dei graffi "fatta di pastelli a olio stesi su carta e poi graffiati con puntesecche e altri strumenti incisori", che mette a punto nel 2004 per poi utilizzarla ininterrottamente in tutti i suoi lavori.
Nel 2003, a seguito del decimo cortometraggio, Piccola mare, con voce narrante di Marco Paolini, inizia l'attività internazionale con le produzioni francesi.
La memoria dei cani e Nuvole, Mani, suoi successivi lavori, sono per la produzione di Arte-France e della casa d'oltralpe "Sacrebleu", con un positivo consenso di critica e pubblico.
La memoria dei cani ottiene 33 riconoscimenti, fra cui la menzione speciale allo Zagreb Animafest, il "Renzo Kinoshita Prize" all'International Animation Festival di Hiroshima, il Grand Prix come migliore film all'International Trick film di Stoccarda.
Nuvole Mani viene premiato come miglior film italiano al "21º Fano Film Festival", menzione speciale all'edizione 2010 dei Nastri d'argento nella sezione animazione, il Premio Onda Curta al "Festival Monstra 2010" di Lisbona ed il Premio Speciale attribuito dalla rivista Duellanti al Milazzo Film Festival.
L'opera è stata inoltre selezionata e presentata nella sezione "Corto, cortissimo" alla 66ª Mostra internazionale d'arte cinematografica di Venezia ed è rientrata fra le cinque finaliste come miglior cortometraggio ai David di Donatello 2010.
Nel mese di febbraio dello stesso anno è stato pubblicato il libro, corredato da un DVD con suoi 13 corti, Poesia Bianca. Il cinema di Simone Massi a cura di Roberto Della Torre, per la Fondazione Cineteca Italiana,.
Una sua animazione, proiettata sulla montagna, è stata utilizzata come sfondo nello spettacolo Uomini e Cani (tratto da un racconto di Jack London) di Marco Paolini.
Nel 2011, ha illustrato il libro di Nino De Vita La casa sull'altura edito da Orecchio Acerbo, con la postfazione di Goffredo Fofi. Il libro ha riscosso un grande successo di critica ed è stato inserito nella terna dei finalisti della XXX edizione del premio Andersen per la sezione "Miglior albo illustrato". Il libro è stato tradotto e pubblicato dalla casa editrice Kompasgid di Mosca. Fra il 2011 e il 2012 ha illustrato la trilogia dedicata da Edmondo De Amicis alle capitali d'Italia "Torino", "Roma" e "Firenze" e il volume "Le Marche", tratto da Viaggio in Italia di Guido Piovene, editi da Ecra.
Nel mese di novembre 2011 è uscito il cortometraggio, Dell'ammazzare il maiale, coprodotto grazie alla vittoria del concorso per progetti di cortometraggio Cortopro, nell'ambito del festival Corto Dorico 2010. Dell'ammazzare il maiale ottiene la menzione speciale della giuria alla 29ª edizione del Torino Film Festival che lo ha definito "Una freccia dolorosa e bellissima che squarcia la nostra memoria" e, fra le altre, la selezione alla 41 edizione dell'International film festival di Rotterdam. Nell'aprile 2012 il film ha vinto il David di Donatello come miglior cortometraggio.
Il 10 dicembre 2011, in occasione della "Giornata delle Marche" il Resto del Carlino lo ha selezionato fra quei talenti che "tengono alto il nome della regione".
In un'intervista di inizio 2012 il celebre critico di cinema di animazione Giannalberto Bendazzi ha definito Simone Massi "Il miglior ambasciatore dell'animazione italiana all'estero, sia per apprezzamento sia per premi" e Dell'ammazzare il maiale "in assoluto il suo miglior lavoro".
Assieme ai registi Pappi Corsicato, Edoardo Winspeare, Davide Marengo e Gianluca Arcopinto, per la sezione celebrativa "Un minuto al termine" della ventesima (e ultima) edizione del festival romano di cortometraggi Arcipelago, ha realizzato il corto Lieve, dilaga.
È l'autore della sigla della 69ª, 70ª, 71ª, 72ª e 73ª Mostra internazionale d'arte cinematografica di Venezia per le quali ha realizzato anche il manifesto. Il cortometraggio, della durata di trenta secondi e realizzato con 300 disegni fatti a mano, è un tributo a Fellini, Angelopoulos, Wenders, Olmi, Tarkovskij, Dovženko. Nell'edizione del 2012 del festival è stato omaggiato con una proiezione speciale di diciassette suoi lavori.
Nel 2014, con Animo resistente dedicato all'eccidio di Monte Sant'Angelo, ha vinto il Nastro d'argento per il miglior cortometraggio di animazione. Nello stesso anno è uscito il nuovo cortometraggio L'attesa del maggio selezionato fuori concorso a Venezia nella sezione Orizzonti. Nell'ambito della mostra il film Animata Resistenza, a lui dedicato, di Francesco Montagner e Alberto Girotto, si aggiudica il Leone d'oro Premio Venezia Classici per il miglior documentario. Sempre nel 2014 per la decima serie dei Cartoni dello zecchino, prodotto dal Coro dell'Antoniano e da Rai Fiction ha realizzato Cerco il tuo colore.
Nel 2015 si aggiudica per la seconda volta consecutiva il Nastro d'argento per il miglior cortometraggio di animazione con l'opera L'attesa del maggio mentre nel 2016 ha realizzato la sigla della fiction Donne tratta dall'omonimo libro di Andrea Camilleri e trasmessa su Rai 1.
Nel 2016 illustra per la casa editrice Orecchio Acerbo il volume Buchettino, tratto dall'omonimo spettacolo teatrale con testo di Chiara Guidi, nel 2017, per la stessa casa editrice, illustra Il maestro su testo di Fabrizio Silei, ispirato alla vita di don Lorenzo Milani. 
È l'ideatore e il direttore artistico di Animavì, Festival internazionale del cinema di animazione poetico che, dal 2016, si tiene a Pergola, sua città natale.
Nel luglio 2019 gli è stato conferito il Premio Flaiano per le sue animazioni nel film di Stefano Savona La strada dei Samouni. È stata la prima volta in cui il premio è stato assegnato a un autore di film di animazione.
Realizza le animazioni per lo spettacolo teatrale Occident Express (Haifa è nata per star ferma) di Stefano Massini con protagonista Ottavia Piccolo. Dallo spettacolo Simone Marcelli ne ha tratto l'omonimo film, presentato alle Giornate degli autori della 77 Mostra internazionale d'arte cinematografica di Venezia.
Nel 2020 è stato uno dei fondatori di Alma - Associazione Libera Marchigiana Animatori, nata con l'obiettivo di promuovere e valorizzare il cinema d’animazione e l’illustrazione marchigiano. Nello stesso anno il comune di Recanati e il festival La punta della lingua gli commissionano il corto L'infinito, portando in animazione la celebre poesia di Giacomo Leopardi. Il corto, con la voce di Neri Marcorè, è stata l'unica opera italiana selezionata al Festival di Hiroshima ed è entrata nella cinquina finalista ai nastri d'argento.
Nel 2021, per Ecra, ha realizzato le copertine di dieci volumi di Cesare Pavese ripubblicati dall'editrice romana. Pavese, ha dichiarato Massi nel libro a lui dedicato Nuvole e mani. Il cinema animato di Simone Massi, è uno dei suoi scrittori preferiti nonché fonte di ispirazione per alcune sue opere. Nello stesso anno Minimum Fax pubblica il volume Libro di disegni. Si tratta di un volume celebrativo dei 25 anni di carriera dell'artista in cui sono raccolti appunti e immagini tratti dai venti cortometraggi realizzati nel corso della sua carriera. Ogni film è introdotto da una breve presentazione scritta da vari artisti e personalità fra i quali Wim Wenders, Amos Gitai, Gino Strada, Neri Marcorè, Valerio Mastandrea, Dario Brunori. 
Nel 2022 realizza due nuovi cortometraggi: A guerra finita e In quanto a noi. Il primo è un appello contro la guerra, realizzato per Emergency, con la voce narrante di Gino Strada. Il secondo, coprodotto con Nie Wiem e Francesco Appoggetti, prende come spunto Avevamo studiato per l’aldilà, una poesia di Eugenio Montale e ha la voce narrante di Wim Wenders. Entrambe le opere sono state presentate, fuori concorso, alla 79 Mostra internazionale d’arte cinematografica di Venezia. Dopo aver conquistato vari riconoscimenti in tutto il mondo, i due cortometraggi vengono premiati, ex aequo, ai Nastri d'argento 2023 . Caso unico nella storia del più antico premio cinematografico italiano.
Nel 2023 realizza per Minimum Fax Media il suo primo lungometraggio, Invelle. Il film racconta la storia d'Italia attraverso tre generazioni e tre eventi drammatici: la prima guerra mondiale, il nazifascismo e gli anni del terrorismo. Presentata all'80ª Mostra internazionale d'arte cinematografica di Venezia, l'opera si aggiudica il premio collaterale Carlo Lizzani. Distribuita da Lucky Red, la pellicola è uscita nelle sale il 29 agosto 2024 con un buon successo di pubblico e raccogliendo ampi consensi della critica.

## Filmografia
- Immemoria (1995)
- In Aprile (1995)
- Millennio (1995)
- Racconti (1996)
- Il giorno che vidi i sorci verdi (1996)
- Niente (1996)
- Il giorno che vidi i sorci verdi III (1997)
- Keep on! Keepin' on! (1997)
- Ecco, adesso (1998)
- Adombra (1999)
- Il giorno che vidi i sorci verdi I (2001)
- Pittore, Aereo (2001)
- Tengo la posizione (2001)
- Piccola mare  (2003)[47]
- Io so chi sono (2004)[48]
- La memoria dei cani (2006)[49]
- Nuvole, mani (2009)[50]
- Dell'ammazzare il maiale (2011)[51]
- Fare fuoco (2012)[52]
- Lieve, dilaga (2012)[53]
- Venezia/Massi (2013)[54]
- Animo resistente (2013)[55]
- L'attesa del maggio (2014)
- La strada dei Samouni, di Stefano Savona (2018)[56]
- L'infinito (2020)
- A guerra finita (2022)
- In quanto a noi (2022)
- Invelle (2023)

## Teatro
- Ballata di uomini e cani, (2010) spettacolo di Marco Paolini ispirato al racconto di Jack London To build a fire[57].
- Occident Express (Haifa è nata per star ferma), (2020) spettacolo di Stefano Massini con protagonista Ottavia Piccolo[58].

## Illustratore
- La casa sull'altura (2011) testi di Nino De Vita, edizioni Orecchio Acerbo ISBN 978-88-968060-1-2.
- Torino (2011) testo di Edmondo De Amicis, edizioni Ecra ISBN 978-88-655-8019-6.
- Roma (2011) testo di Edmondo De Amicis, edizioni Ecra ISBN 978-88-655-8039-4.
- Firenze (2012) testo di Edmondo De Amicis, edizioni Ecra ISBN 978-88-655-8042-4.
- Le Marche (2012) testo di Guido Piovene, edizioni Ecra ISBN 978-88-655-8065-3.
- Il topo sognatore e altri animali di paese (2013) testo di Franco Arminio, edizioni Rrose Sélavy ISBN 978-88-907-9702-6.
- Buchettino (2016) testi di Chiara Guidi, edizioni Orecchio Acerbo ISBN 978-88-990642-4-2.
- Il maestro (2017) testi di Fabrizio Silei, edizioni Orecchio Acerbo ISBN 978-88-990644-9-5.
- Les mains de ma mère (2019) di Yvon Le Men, Éditions Bruno Doucey.
- Bambi (2023) testi di Felix Salten, edizioni Rizzoli, ISBN 978-88-171-7632-3.
- Passare il fiume (2024) testi di Alessio Torino, edizioni Orecchio Acerbo, ISBN 9791255070320.

## Autore
- Abbecedario del dialetto pergolese e dell'alta Valcesano (2020), Ecra ISBN 978-88-655-8368-5.

## Opere su Massi
- Poesia Bianca. Il cinema di Simone Massi (2010) a cura di Roberto Della Torre, Fondazione Cineteca Italiana ISBN 978-88-904706-0-8.
- Nuvole e mani. Il cinema animato di Simone Massi (2014) testo di Fabrizio Tassi, edizioni Minimum Fax ISBN 978-88-7521-607-8
- Libro di disegni (2021), edizioni Minimum Fax ISBN 978-88-3389-239-9.

## Riconoscimenti
- Visionaria Film Festival
  - 1997 - Gran Premio della Giuria per il cortometraggio Il giorno che vidi i sorci verdi
  - 1997 - Premio del Pubblico per il cortometraggio Immemoria
- David di Donatello
  - 2010 - Candidatura al miglior cortometraggio per Nuvole, mani
  - 2012 - Miglior cortometraggio per Dell'ammazzare il maiale
  - 2024 - Candidatura al miglior cortometraggio per In quanto a noi
- Nastro d'argento
  - 2010 - Menzione speciale per il cortometraggio di animazione Nuvole, mani
  - 2014 - Miglior cortometraggio di animazione per Animo resistente
  - 2015 - Miglior cortometraggio di animazione per L'attesa del maggio
  - 2023 - Miglior cortometraggio di animazione a A guerra finita e In quanto a noi